# Chile a 2018. évi téli olimpiai játékokon
Chile a dél-koreai Phjongcshangban megrendezett 2018. évi téli olimpiai játékok egyik részt vevő nemzete volt. Az országot az olimpián 3 sportágban 7 sportoló képviselte, akik érmet nem szereztek.

## Alpesisí
Férfi
| Versenyző        | Versenyszám            | 1. futam      | 1. futam      | 2. futam      | 2. futam      | Összesítés | Összesítés |
| Versenyző        | Versenyszám            | Idő           | Hely.         | Idő           | Hely.         | Idő        | Helyezés   |
| ---------------- | ---------------------- | ------------- | ------------- | ------------- | ------------- | ---------- | ---------- |
| Kai Horwitz      | Óriás-műlesiklás       | 1:14,88       | 47.           | nem ért célba | nem ért célba | kiesett    | kiesett    |
| Kai Horwitz      | Műlesiklás             | nem ért célba | nem ért célba | kiesett       | kiesett       | kiesett    | kiesett    |
| Henrik von Appen | Lesiklás               |               |               |               |               | 1:44,02    | 34.        |
| Henrik von Appen | Szuperóriás-műlesiklás |               |               |               |               | 1:27,57    | 30.        |

| Versenyző        | Versenyszám | Lesiklás | Lesiklás | Műlesiklás | Műlesiklás | Összesítés    | Összesítés    |
| Versenyző        | Versenyszám | Idő      | Hely.    | Idő        | Hely.      | Idő           | Helyezés      |
| ---------------- | ----------- | -------- | -------- | ---------- | ---------- | ------------- | ------------- |
| Henrik von Appen | Összetett   | 1:21,16  | 22.      | nem indult | nem indult | nem ért célba | nem ért célba |

Női
| Versenyző       | Versenyszám            | 1. futam      | 1. futam      | 2. futam | 2. futam | Összesítés | Összesítés |
| Versenyző       | Versenyszám            | Idő           | Hely.         | Idő      | Hely.    | Idő        | Helyezés   |
| --------------- | ---------------------- | ------------- | ------------- | -------- | -------- | ---------- | ---------- |
| Noelle Barahona | Lesiklás               |               |               |          |          | 1:44,24    | 25.        |
| Noelle Barahona | Óriás-műlesiklás       | nem ért célba | nem ért célba | kiesett  | kiesett  | kiesett    | kiesett    |
| Noelle Barahona | Szuperóriás-műlesiklás |               |               |          |          | 1:27,16    | 39.        |

| Versenyző       | Versenyszám | Lesiklás      | Lesiklás      | Műlesiklás | Műlesiklás | Összesítés | Összesítés |
| Versenyző       | Versenyszám | Idő           | Hely.         | Idő        | Hely.      | Idő        | Helyezés   |
| --------------- | ----------- | ------------- | ------------- | ---------- | ---------- | ---------- | ---------- |
| Noelle Barahona | Összetett   | nem ért célba | nem ért célba | kiesett    | kiesett    | kiesett    | kiesett    |

## Síakrobatika
Krossz
| Versenyző         | Versenyszám | Selejtező | Selejtező | Nyolcaddöntő | Negyeddöntő | Elődöntő | Döntő    | Helyezés |
| Versenyző         | Versenyszám | Idő       | Hely.     | Helyezés     | Helyezés    | Helyezés | Helyezés | Helyezés |
| ----------------- | ----------- | --------- | --------- | ------------ | ----------- | -------- | -------- | -------- |
| Stephanie Joffroy | Női         | 1:16,70   | 18.       | 3.           | kiesett     | kiesett  | kiesett  | 19.      |

Slopestyle
| Versenyző       | Versenyszám | Selejtező | Selejtező | Selejtező     | Selejtező | Döntő    | Döntő    | Döntő    | Döntő         | Helyezés |
| Versenyző       | Versenyszám | 1. futam  | 2. futam  | Jobb eredmény | Hely.     | 1. futam | 2. futam | 3. futam | Jobb eredmény | Helyezés |
| --------------- | ----------- | --------- | --------- | ------------- | --------- | -------- | -------- | -------- | ------------- | -------- |
| Dominique Ohaco | Női         | 16,00     | 38,60     | 38,60         | 20.       | kiesett  | kiesett  | kiesett  | kiesett       | 20.      |

## Sífutás
Távolsági
Férfi
| Versenyző                | Versenyszám | Idő     | Helyezés |
| ------------------------ | ----------- | ------- | -------- |
| Yonathan Jesús Fernández | 15 km       | 42:49,9 | 98.      |

Női
| Versenyző       | Versenyszám | Idő     | Helyezés |
| --------------- | ----------- | ------- | -------- |
| Claudia Salcedo | 10 km       | 37:19,2 | 90.      |